# Levantamiento del gueto de Varsovia
El levantamiento del gueto de Varsovia (en alemán: Aufstand im Warschauer Ghetto; polaco: powstanie w getcie warszawskim; yidis: אױפֿשטאַנד אין װאַרשעװער געטאָ) fue un levantamiento de los judíos del gueto de Varsovia contra las tropas alemanas cuando Alemania decidió dar comienzo a la deportación masiva de judíos hacia los campos de exterminio de Majdanek y Treblinka. La izquierdista Organización Judía de Combate y la derechista Unión Militar Judía acordaron formar y entrenar tropas. La revuelta se desarrolló entre el 19 de abril y el 16 de mayo de 1943, liderada por Mordechai Anielewicz, del movimiento juvenil judío Hashomer Hatzair y por Pawel Frenkel del movimiento Betar. A diferencia de la defensa del 18 de enero contra los ocupantes, cuando los judíos polacos salieron bien parados, este levantamiento fue aplastado por las SS bajo el mando del general Jürgen Stroop.

## Antecedentes
Una vez que Alemania invadió Polonia, la población judía en todo el país empezó a sufrir ataques diariamente. En 1940, la población judía polaca, unos 3 millones, comenzaron a ser reubicados en pequeños sectores de las ciudades polacas, denominados guetos. En el gueto de Varsovia, el más grande de todos, habitaban hacinados unos 380 000 judíos, los que significaba el 30% de la población de la ciudad, en un territorio que ocupaba el 2,4% de su superficie. Incluso antes de que los nazis empezaran a transportar a miles de judíos al campo de exterminio de Treblinka, los judíos ya habían comenzado a morir en masa debido a las epidemias y al hambre. 
Al iniciarse esta deportación, los líderes de la resistencia judía ordenaron no luchar, ya que creían que los judíos eran enviados a un campo de trabajo, en lugar de un campo de exterminio. A finales del año, la ausencia de noticias de los deportados y los rumores que se filtraban entre los soldados alemanes convencieron a los judíos restantes de la cruda realidad, y cuando escucharon que se avecinaban nuevas deportaciones, decidieron luchar. Sin embargo, de los casi 60 000 judíos que quedaban en el gueto, menos de mil tenían experiencia de combate, y la inmensa mayoría de la población no participó en la resistencia armada.
El 9 de enero de 1943, el jefe de las SS, Heinrich Himmler, ordena la reanudación de las deportaciones del gueto. Los judíos se enteran de esta orden y empiezan a tomar medidas al respecto.

## Desarrollo

### Inicio del levantamiento
El 18 de enero, las autoridades alemanas del gueto intentaron deportar a la población judía restante, pero las organizaciones judías clandestinas Żydowska Organizacja Bojowa (ŻOB) y Żydowski Związek Wojskowy (ŻZW) expulsaron a los opresores y tomaron el control del gueto. Instalaron puestos de vigilancia en cada esquina y ejecutaron a todo judío acusado de colaborar con los alemanes, incluyendo a policías. No disponían de muchas armas, la mayoría tenía pistolas y revólveres, contaban con unas docenas de fusiles viejos y una ametralladora. Disponían de muchos explosivos artesanales (cócteles Molotov entre estos), como de granadas proporcionadas por el Armia Krajowa, el Ejército Territorial Polaco.
A cuatro días de iniciada la lucha, los alemanes se retiraron del gueto y solicitaron refuerzos. Los judíos cavaron cientos de búnkers, incluyendo 618 refugios antiaéreos camuflados, y se comunicaban a través del alcantarillado; contaban con electricidad y agua. 
Los alemanes reunieron 2.054 soldados y 36 oficiales alrededor, incluyendo a 821 granaderos de las Waffen-SS. Ordenaron a 363 colaboracionistas de la Policía Azul polaca que rodearan el gueto. Juntaron tanques, vehículos blindados, armas químicas, lanzallamas y artillería para el asalto.
La resistencia polaca vio una oportunidad e intentó introducir armas al gueto. Entre el 19 y el 23 de abril el Ejército Territorial y la comunista Guardia del Pueblo intentaron entrar desde distintas partes, sin éxito. Una brigada polaca, al mando de Henryk Iwanski, penetró el gueto y logró establecer un enlace con la resistencia judía, ayudando a unos pocos a escapar. La resistencia polaca informó por radio a las potencias aliadas de la desesperada situación. A pesar de los esfuerzos polacos y judíos, era evidente que cuando los alemanes atacaran con todo, caerían.

### El contraataque alemán

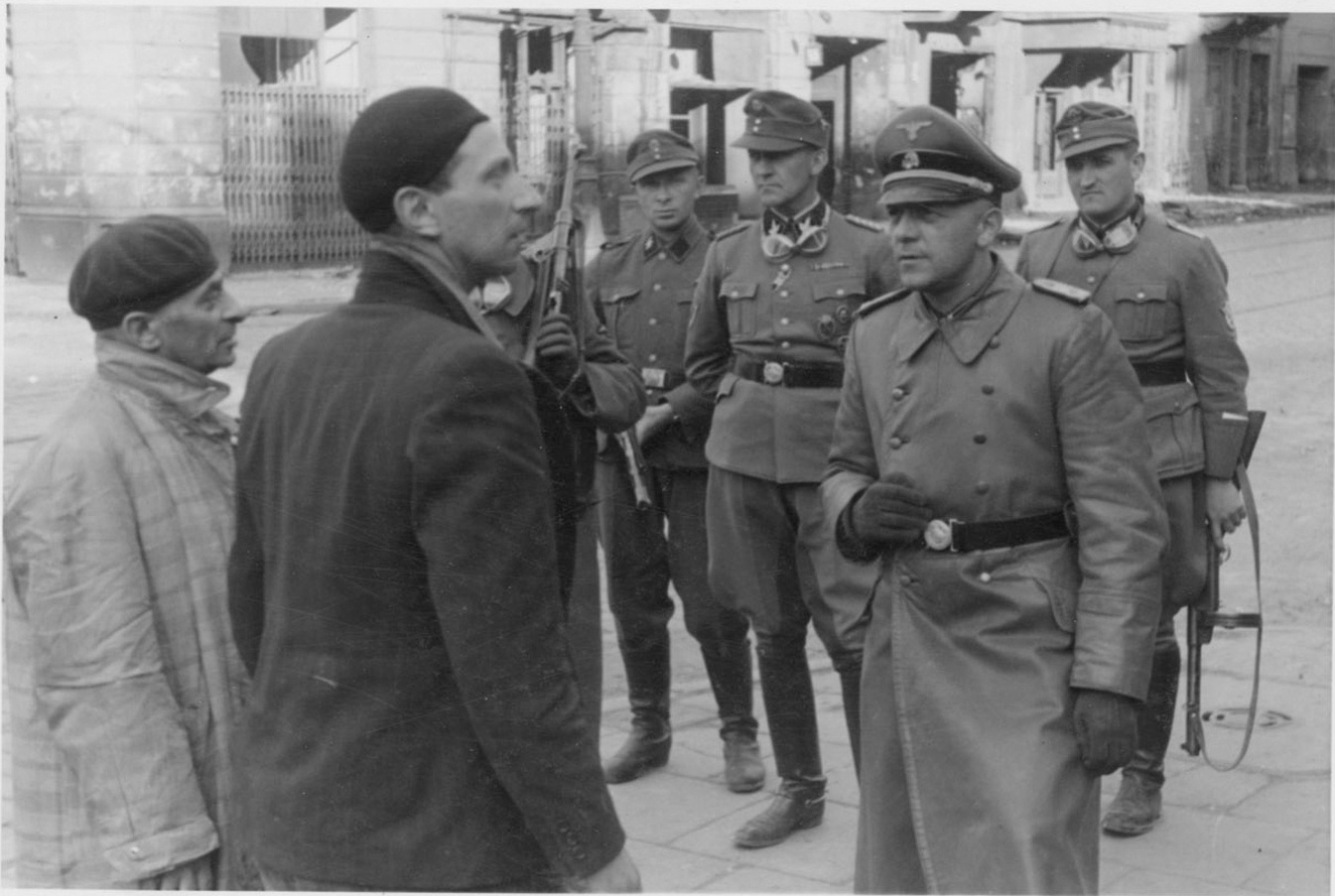
Un oficial de las SS interroga a dos judíos durante el levantamiento del gueto de Varsovia.

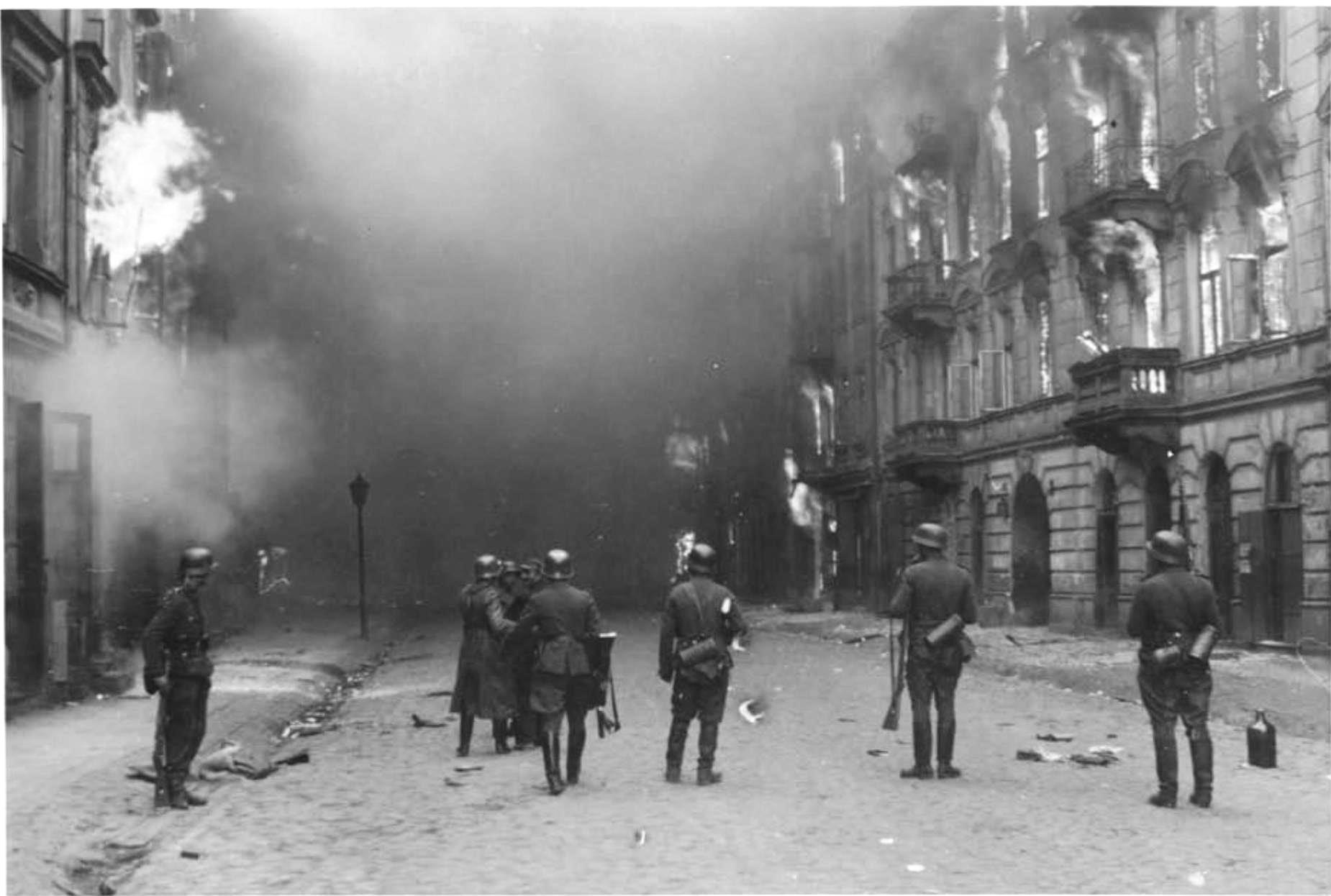
Luego de sufrir centenares de bajas, los nazis recurrieron a incendiar -literalmente- el gueto para forzar a los judíos a salir de los refugios subterráneos.

En la noche del Pésaj, el 19 de abril de 1943, combatientes judíos lanzaron bombas molotov y granadas de mano cuando los alemanes empezaron a avanzar. Dos tanques franceses —capturados por Alemania— fueron destruidos por los hombres del ZOB y la ZZW. Los soldados de las SS comenzaron a incendiar las casas una a una, a demoler sótanos y alcantarillas, y a asesinar a todo judío que capturasen.
Cuatro días después, la lucha organizada acabó. Los judíos se escondieron en los refugios construidos, aunque centenares fueron capturados. Muchos se suicidaron, algunas mujeres detonaron granadas escondidas bajo su ropa cuando eran detenidas.
Sabiendo que el final se acercaba, la población se aglomeró en las puertas del gueto, más que todo por curiosidad, porque el antisemitismo y el miedo a los nazis habían ahogado cualquier simpatía hacia la causa judía. El gueto continuaba siendo arrasado a diario; el general Jürgen Stroop relata en su diario como «familias enteras se arrojan por las ventanas de los edificios incendiados». El 6 de mayo registró la captura de 1.500 judíos y asesinato de 365 combatientes, a los que calificó como bandidos.
Debido a las tácticas de guerrilla de las que hacían uso los judíos, los alemanes dejaron de atacar por la noche. Los resistentes judíos y polacos aprovecharon para intentar romper el cerco, pero fracasaron. Los edificios eran ruinas humeantes; en sus sótanos se escondían sobrevivientes, que compartían refugio con los cadáveres, devorados por las ratas. Para el 8 de mayo se totalizaban 20 días de combates continuos.
Ese día, los alemanes tomaron el cuartel general del ZOB y ejecutaron a todos. Mordechai Anielewicz y su novia se suicidaron antes de la llegada de los alemanes; como hizo la mayoría de los líderes. Marek Edelman logró escapar gracias a un camión del Armia Krajowa, que esperaba camuflado en una alcantarilla a las afueras del gueto. Los alemanes incendiaron el gueto, los sobrevivientes se escondieron en las alcantarillas, padecieron hambre y sed atroces. Al no poder suicidarse por falta de municiones, pidieron a sus compañeros que los mataran. Para evitar que el incendio pasara los límites del gueto, los bomberos de Varsovia fueron desplegados afuera.
El 16 de mayo, Stroop declaró que la batalla había concluido y la sinagoga de la calle Tlomacka fue demolida como símbolo del fin de la existencia judía en Varsovia. Los colaboracionistas polacos iniciaron «la caza del judío», una persecución de los supervivientes. Sin embargo, muchos lograron escapar, vivieron escondidos hasta el alzamiento de 1944, en que las fuerzas alemanas también triunfaron.

## Legado

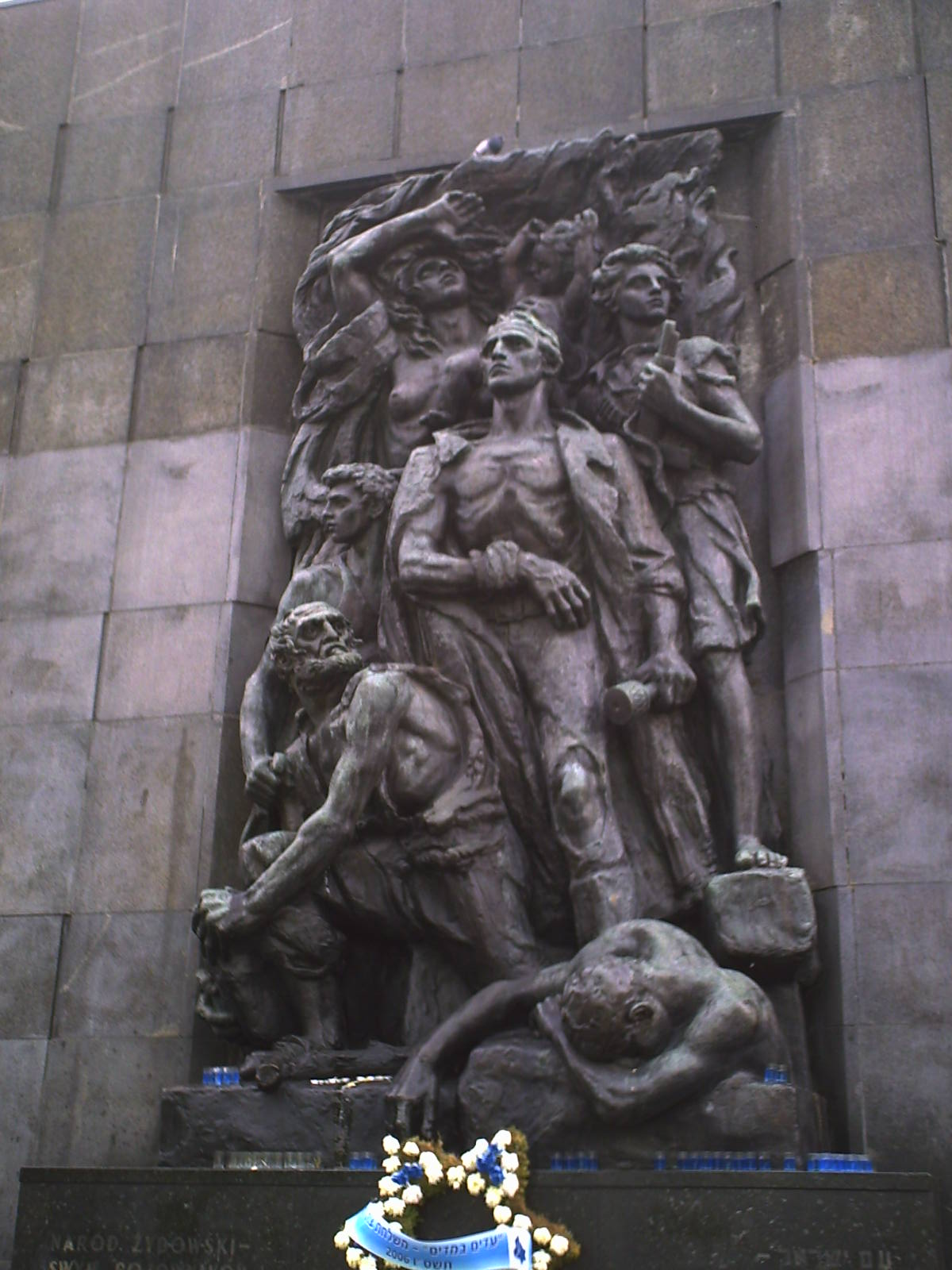
Monumento a los héroes del gueto de Varsovia.

Unos 7000 judíos murieron en el ataque alemán. Otros 6.000 se quemaron o asfixiaron en los búnkeres que habían construido. El resto, unos 40 000, fueron enviados a Treblinka y otros campos de exterminio. En el informe del 13 de mayo de 1943, Jürgen Stroop decía:

180 judíos, bandidos y subhumanos han sido aniquilados. El sector judío de Varsovia ya no existe. Las operaciones a gran escala finalizaron a las 20:15 horas al hacer explotar la sinagoga de Varsovia. El número total de judíos con lo que se actuó fue: 56 065, incluyendo judíos capturados y judíos cuya exterminación puede ser probada.

La mayoría de los edificios del gueto fueron barridos a ras del suelo. En el sitio se estableció el campo de concentración de Varsovia (Konzentrationslager Warschau), que se utilizó para encerrar polacos y funcionó como campo de fusilamiento. La fecha de fundación es controvertida, ya que gracias a una carta de Heinrich Himmler se conoce que un campo de este tipo funcionaba en el gueto o a sus alrededores antes del levantamiento.
Durante el levantamiento de Varsovia, la Armia Krajowa liberó a 380 judíos de la cárcel alemana de la calle Gęsia, hoy rebautizada Anielewicz, en honor al comandante del ZOB. Muchos de ellos se unieron a la Armia Krajowa, al igual que unos pocos que subsistían en las alcantarillas de Varsovia desde el año anterior.
Los líderes del ŻOB, Icchak Cukierman y Zivia Lubetkin, sobrevivieron al exterminio del gueto y años después testificaron en el juicio contra Adolf Eichmann en Israel. Ambos murieron en ese país.

### En el cine
El levantamiento del gueto es recreado en la película El pianista (2002, Roman Polanski), donde Władysław Szpilman, interpretado por Adrien Brody, escapa del gueto al iniciarse el levantamiento, y observa desde una casa cómo ejecutan a sus compañeros. 
También en la película Rebelión en Polonia - Sublevación en el gueto (TV) (Uprising) (2001), de Jon Avnet, protagonizada por Leelee Sobieski, David Schwimmer, Hank Azaria, Donald Sutherland, Jon Voight y Cary Elwes, que se centra en las deportaciones a Treblinka y en la lucha armada de los judíos del gueto.